# Хревицы
Хре́вицы — деревня в Большеврудском сельском поселении Волосовского района Ленинградской области.

## История
На карте Ингерманландии А. И. Бергенгейма, составленной по шведским материалам 1676 года, упоминается как мыза Grerit hoff.
На шведской «Генеральной карте провинции Ингерманландии» 1704 года — как мыза Grewitz hof.
Деревня Гревицы обозначена на «Географическом чертеже Ижорской земли» Адриана Шонбека 1705 года.
Деревня Хревицы упомянута на карте Ингерманландии А. Ростовцева 1727 года.
Деревня Хревицы обозначена на карте Санкт-Петербургской губернии Я. Ф. Шмидта 1770 года.
На карте Санкт-Петербургской губернии Ф. Ф. Шуберта 1834 года обозначена деревня Хревицы.

ХРЕВИЦЫ — мыза принадлежит тайному советнику Блоку, число жителей по ревизии: 9 м. п., 8 ж. п.; при ней мукомольная мельница.

ХРЕВИЦЫ — деревня принадлежит тайному советнику Блоку, число жителей по ревизии: 37 м. п., 43 ж. п. (1838 год)

На карте профессора С. С. Куторги 1852 года обозначена деревня Хревицы.

ХРЕВИЦЫ — деревня корнета Блока, 10 вёрст по почтовой, а остальное по просёлочной дороге, число дворов — 12, число душ — 25 м. п. (1856 год)

ХРЕВИЦЫ — деревня, число жителей по X-ой ревизии 1857 года: 20 м. п., 36 ж. п., всего 56 чел.

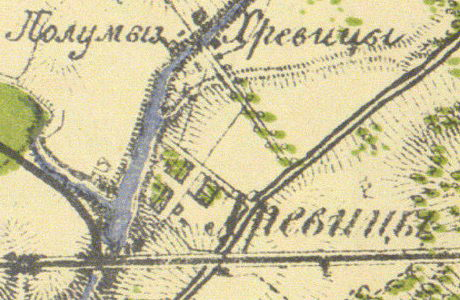
Деревня Хревицы на карте 1860 года

Согласно «Топографической карте частей Санкт-Петербургской и Выборгской губерний» 1860 года на северной окраине деревни Хревицы находилась полумыза Хревицы.

ХРЕВИЦЫ — мыза владельческая при реке Хревице, по правую сторону 1-й Самерской дороги, от Ямбурга в 27 верстах, число дворов — 2, число жителей: 2 м. п., 5 ж. п.

ХРЕВИЦЫ — деревня владельческая при реке Хревице, по правую сторону 1-й Самерской дороги, от Ямбурга в 27 верстах, число дворов — 10, число жителей: 22 м. п., 40 ж. п. (1862 год)

В 1866—1871 годах временнообязанные крестьяне деревни выкупили свои земельные наделы у К. А. Блок и стали собственниками земли.

ХРЕВИЦЫ — деревня, по земской переписи 1882 года: семей — 12, в них 30 м. п., 31 ж. п., всего 61 чел.

Согласно материалам по статистике народного хозяйства Ямбургского уезда 1887 года, мыза Хревицы площадью 177 десятин принадлежала ревельскому гражданину Г. И. Росману, мыза была приобретена в 1875 году за 7000 рублей. В ней имелась кузница и две водяных мельницы, одна из них сдавалась в аренду.

ХРЕВИЦЫ — деревня, число хозяйств по земской переписи 1899 года — 12, число жителей: 28 м. п., 39 ж. п., всего 67 чел.;
 разряд крестьян: бывшие владельческие; народность: русская

В конце XIX — начале XX века деревня Хревицы административно относилась к Княжевской волости 1-го стана Ямбургского уезда Санкт-Петербургской губернии.
По данным «Памятной книжки Санкт-Петербургской губернии» за 1905 год мызой Хревицы площадью 188 десятин владела вдова псковского купца 2-й гильдии Магдалина Мартыновна Крель.
В 1917 году деревня Хревицы входила в состав Ямбургского уезда.
С 1917 по 1927 год деревня Хревицы входила в состав Каложицкого сельсовета Молосковицкой волости Кингисеппского уезда.
Согласно данным переписи населения СССР 1926 года в деревне Хревицы проживали 67 человек, все русские.
С 1928 года в составе Молосковицкого сельсовета Молосковицкого района.

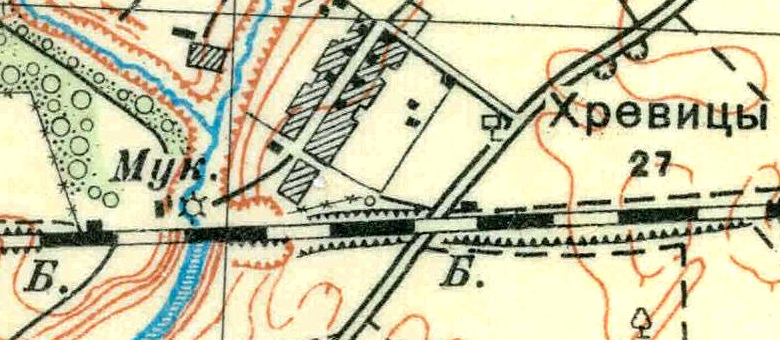
План деревни Хревицы. 1930 год

Согласно топографической карте 1930 года деревня насчитывала 27 дворов. На реке находилась водяная мукомольная мельница.
С 1931 года в составе Волосовского района.
По данным 1933 года деревня Хревицы входила в состав Молосковицкого сельсовета Волосовского района.
Согласно топографической карте 1938 года деревня насчитывала 24 двора.
В 1940 году население деревни Хревицы составляло 162 человека.
C 1 августа 1941 года по 31 декабря 1943 года деревня находилась в оккупации.
С 1950 года в составе Беседского сельсовета.
С 1954 года в составе Каложицкого сельсовета.
С 1963 года в составе Кингисеппского района.
С 1965 года вновь в составе Волосовского района. В 1965 году население деревни Хревицы составляло 65 человек.
По административным данным 1966, 1973 и 1990 годов деревня Хревицы также входила в состав Каложицкого сельсовета.
В 1997 году в деревне не было постоянного населения, в 2002 году проживали 29 человек (русские — 97 %), в 2007 году — 1 человек.
В мае 2019 года деревня вошла в состав Большеврудского сельского поселения.

## География
Деревня расположена в западной части района к югу от автодороги 41А-002 (Гатчина — Ополье).
Расстояние до административного центра поселения — 4,5 км.
Расстояние до ближайшей железнодорожной платформы Ястребино — 0,5 км.
Деревня находится на реке Хревица.

## Демография
| 1862 | 2002 | 2007 | 2010 | 2017 |
| ---- | ---- | ---- | ---- | ---- |
| 69   | ↘29  | ↘1   | ↗7   | ↗25  |

### Национальный состав
Согласно данным Всероссийской переписи населения 2021 года в деревне проживали 20 человек, из них:
 русские — 18, украинцы — 1, чуваши — 1 человек.